# Nui ji za pai jun
Nui ji za pai jun – hongkoński komediowy film akcji 1986 roku w reżyserii Wellsona Chin.
Film zarobił 9 818 377 dolarów hongkońskich w Hongkongu.

## Obsada
Źródło: Internet Movie Database

- Mars
- Lo Ken – bandyta
- Phillip Ko
- Jackie Chan – więzień
- Carina Lau[3]
- Rocky Lai – bandyta w magazynie Mr. Chena
- Stanley Fung – detektyw
- Charlie Cho – asystent Mr. Chen
- Tiet Wo Chu